# Hartenfels slott

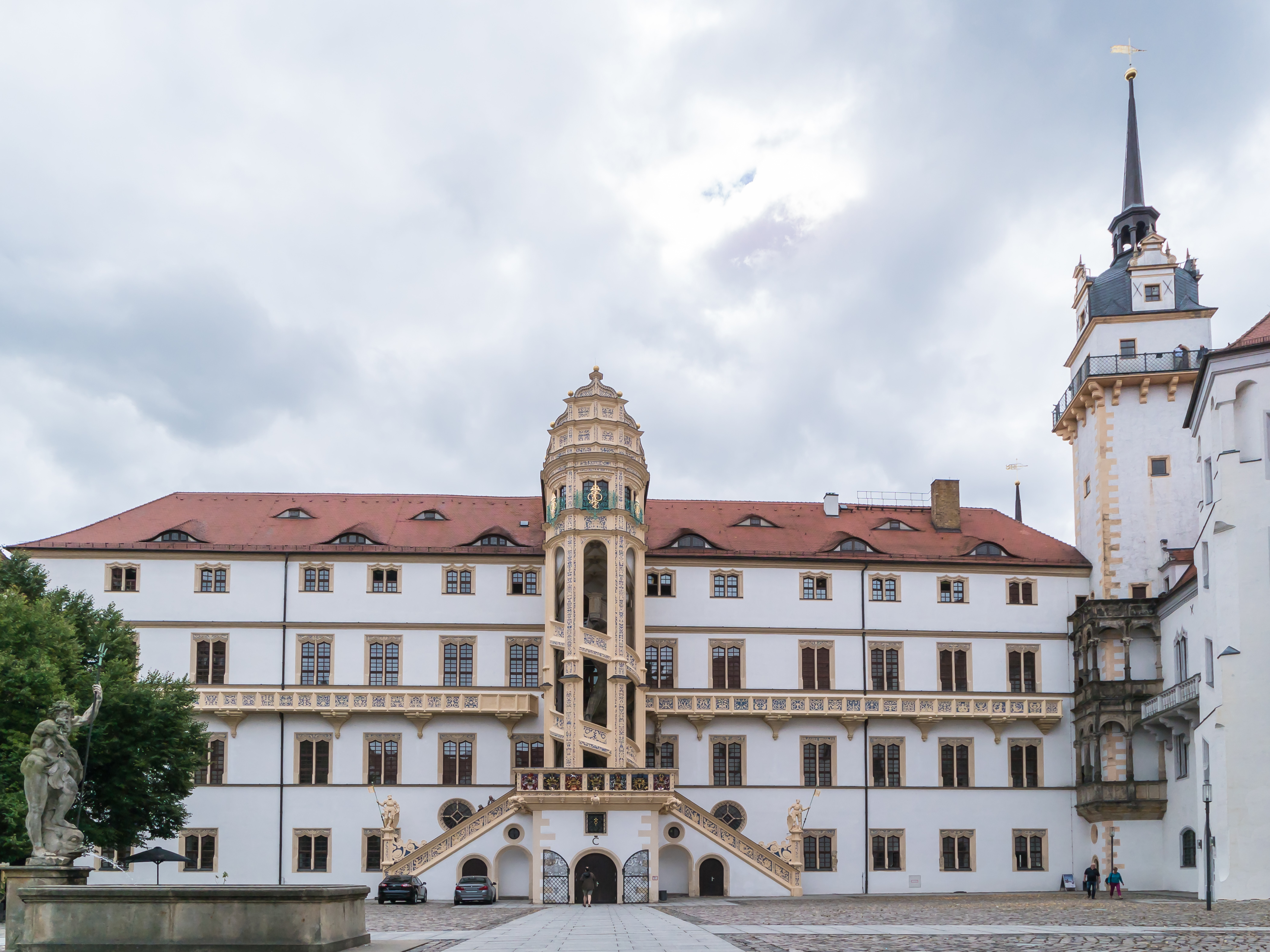
Vy mot slottets praktfulla spiraltrappa från borggården.

Hartenfels slott (tyska: Schloss Hartenfels) är ett renässansslott i staden Torgau i norra delen av det tyska förbundslandet Sachsen. Det är beläget i innerstadens östra del på en klippa vid floden Elbe. 

## Byggnadshistoria
Det nuvarande slottet ligger på platsen för en äldre medeltida borg. Delningen av huset Wettins arvländer i två huvudlinjer 1485, den ernestinska och den albertinska, medförde att den albertinska linjen ärvde Albrechtsburg i Meissen som dessförinnan varit kurfurstarnas huvudresidens, medan kurfurstetiteln tillföll den ernestinska linjen. Renässansslottet i Torgau började därför uppföras under kurfurst Fredrik III "den vises" regering under slutet av 1400-talet, efter ritningar av Conrad Pflüger, och var fram till mitten av 1500-talet residens för de ernestinska kurfurstarna av Sachsen. Det är den största bevarade slottsbyggnaden från tidiga renässansen i Tyskland. 
Slottets borggård domineras av den monumentala fristående spiraltrappan, uppförd 1533–1535 i huggen sandsten från Elbedalen. Trappan leder från borggården till östflygeln. Slottskapellet, uppfört 1543–1544, blev den första kyrkan i världen som uppfördes avsedd som lutherskt kyrkorum, och invigdes av Martin Luther själv 1544.  
Efter Schmalkaldiska kriget 1547, då kurfursten Johan Fredrik I av Sachsen fråntogs kurfurstevärdigheten och Torgau, övergick slottet till Moritz av Sachsen och den albertinska grenen av huset Wettin. Dessa förlade sitt huvudsakliga residens till Dresden, och därmed kom slottet att huvudsakligen få en administrativ funktion, vilket det fortfarande har idag.

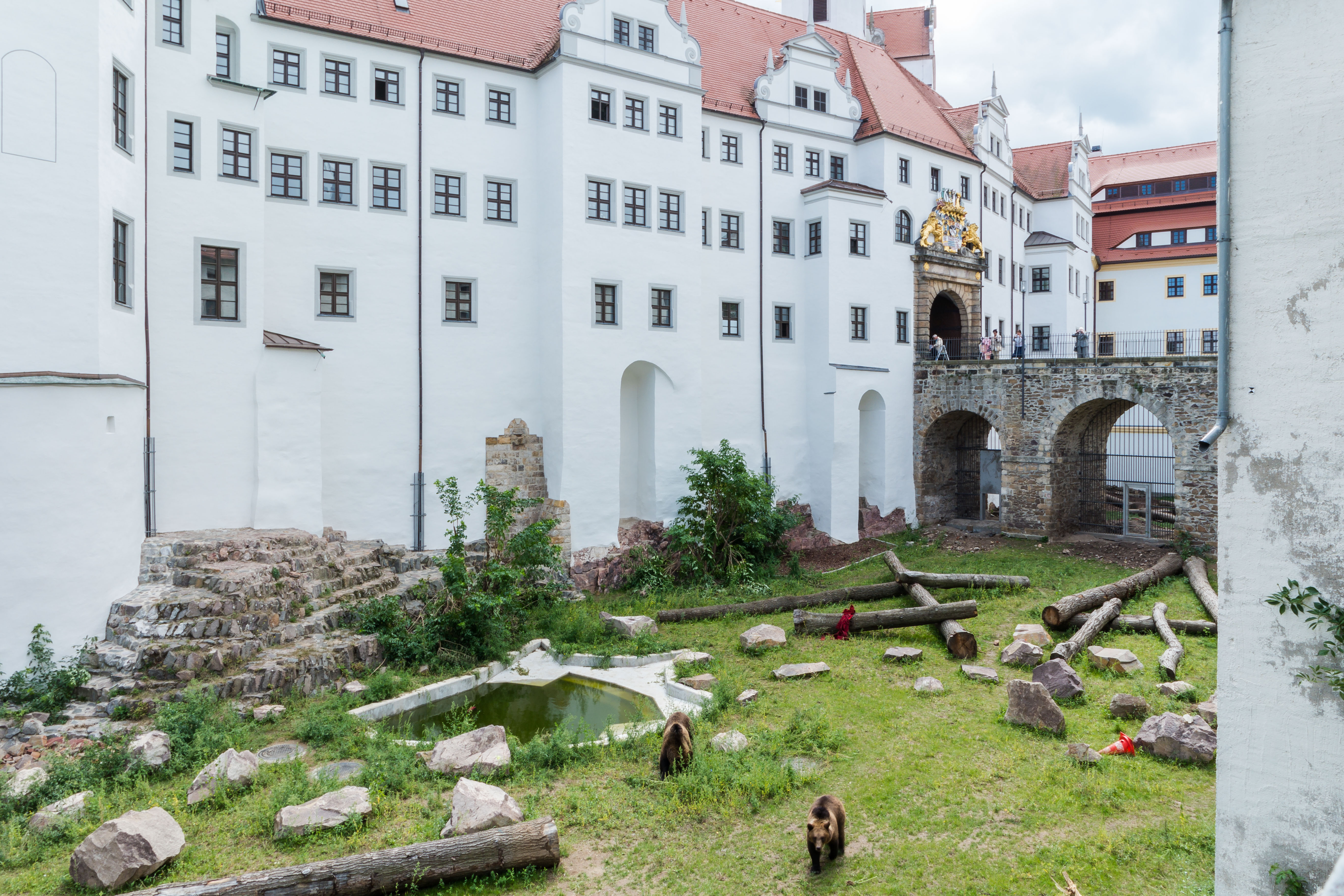
Slottets ingångsportal med björnhägnet i förgrunden.

Från 1400-talet fram till mitten av 1700-talet höll man björnar i slottets vallgrav, en feodal tradition som återupplivades på 1950-talet och fortfarande pågår.

## Nuvarande användning
Idag inrymmer slottet olika museiutställningar inom konst och historia, bland annat om renässansen och om Torgaus 1900-talshistoria som ort för nazistiska militärfängelser och sovjetiska fångläger. Det inrymmer även huvudkontoret för distriktet Landkreis Nordsachsens administration.